# 에스타디 나시우날
에스타디 나시우날(카탈루냐어: Estadi Nacional)는 안도라의 수도인 안도라라벨랴에 위치한 축구, 럭비 경기장이다. 2013년에 기공하여 2014년에 개장했으며, 수용 인원은 3,306명이다.